# Elseya orestiad
Elseya orestiad is een schildpad uit de familie slangenhalsschildpadden (Chelidae). 

## Naam en indeling
De wetenschappelijke naam van de soort werd voor het eerst voorgesteld door Mehdi Joseph-Ouni en William P. McCord in 2022. In veel literatuur wordt de soort nog niet vermeld. 
De soortaanduiding orestiad is afgeleid van de Oreaden, dit waren nimfen uit de Griekse mythologie die graag jaagden en visten, volgens de auteurs die de soort beschreven is dit een gemeenschappelijk kenmerk.

## Uiterlijke kenmerken
De schildpad kan een rugschildlengte bereiken van ongeveer 16,5 centimeter, althans de vrouwtjes. De mannetjes blijven met een lengte tot ongeveer 14,8 cm kleiner. Het schild is ovaal van vorm en heeft slechts soms kleine stekelige uitsteeksels aan de marginaalschilden aan de achterzijde van het schild. Een kiel op het midden van het schild ontbreekt. De schildkleur is licht- tot donkerbruin, er zijn enkele donkere strepen aanwezig op de rugschilden. Op de marginaalschilden zijn vaak donkere vlekjes aanwezig. 
De kleur van de bovenzijde van de kop is groengrijs tot groenbruin, de kleur van de huid aan de overige lichaamsdelen inclusief de zijkanten van de kop is licht- tot donkergrijs. De sclera van het oog is donkergrijs, de iris heeft een groengele kleur.

## Verspreidingsgebied
De soort komt voor in delen van Azië en leeft endemisch in Indonesië. Hier komt de schildpad alleen voor in de provincie Papoea. Over de habitat en de levenswijze is nog vrijwel niets bekend. 